# Grzegorz Cofta
Grzegorz Cofta – polski leśnik, doktor habilitowany nauk rolniczych, profesor na Uniwersytecie Przyrodniczym w Poznaniu, specjalista od chemicznej technologii drewna oraz ochrony i konserwacji drewna.

## Kariera naukowa
W 1993 roku na Uniwersytecie Przyrodniczym w Poznaniu uzyskał tytuł magistra inżyniera. W tym samym roku został zatrudniony na tejże uczelni, a w 2001 roku na jej Wydziale Technologii Drewna uzyskał stopień doktora nauk rolniczych w zakresie drzewnictwa na podstawie rozprawy pt. Wpływ rodzaju nośnika i pożywki na ocenę aktywności fungicydów względem grzybów powodujących pleśnienie drewna, której promotorem był Kazimierz Lutomski. W 2012 roku ten sam wydział nadał mu stopień doktora habilitowanego nauk rolniczych w dyscyplinie drzewnictwa na podstawie pracy pt. Drewno impregnowane współczesnymi fungicydami a emisja lotnych metabolitów grzybów.